# Балатонфизфе
Балатонфизфе (мађ. Balatonfűzfő) град је у западној Мађарској. Балатонфизфе је град у оквиру жупаније Веспрем.

## Географија

### Локација
Балатонфизфе се налази на североисточном делу језера Балатон, на обали залива Физфеј. Насељени делови насеља настали су у различито време и са различитим функцијама, делом везаним за делатност овде основаних индустријских погона, а у неким случајевима посебно као њихова стамбена насеља.

## Историја
Према археолошким налазима, Балатонфизфе је насеље са историјом још из римског доба. Село звано Мама, првобитно насеље, вероватно је већ постојало у време доласка мађара на ове просторе. Име насеља Мама се први пут појављује у оснивачком писму на старогрчком језику из 990. године, према којем је краљ Иштван ставио Маму заједно са суседним насељима у посед женског манастира у Веспремвелђи.
Године 1242. Татарска инвазија опустошила је и ово насеље, а можда је и његова црква уништена, јер археолози датирају изградњу данас познате порушене цркве у 13. век. Према једном документу, Мамина црква подигнута у част Светог Ласла стајала је већ 1292. године, која је највероватније саграђена након најезде Татара.
Данашња слика града почела је да се формира у првим деценијама 20. века – после изградње железнице (1909), а формира се и данас. Историја и развој Физфеа су се спојили са хемијском индустријом и индустријом папира изграђене овде. Међутим, због индустријског карактера, туристички потенцијал Балатонфизфеа је дуго остао „скривен“, иако се у насељу развија живахан бањски и једриличарски живот почев од 1920-их година.
Балатонфизфе је проглашен градом од 1. јула 2000. године, проглашење је озваничио председник Републике Мађарске Арпад Гонц, на предлог министра унутрашњих послова Шандора Пинтера.

## Становништво
У време пописа 2011. године, 87,9% становника изјаснило се као Мађари, 1,6% као Немци, а 0,2% као Роми (11,9% се није изјаснило). 
Верска дистрибуција је била следећа: римокатолици 34,9%, реформисани 10,7%, лутерани 1,7%, гркокатолици 0,2%, неконфесионални 22,1% (29,4% се није изјаснило).